# 박소유
박소유(2010~2024년 사망, 최유준의 여친)

## 경력

### 에이빙모델 경력
- 2010년 - 부산국제모터쇼 레이싱모델
- 2013년 - 서울오토살롱 레이싱모델
- 2012년 - 지스타 모델
- 2011년 - 지스타 네오위즈게임즈 모델

### 레이싱모델 경력
- 2008년 - GM대우 전속 레이싱모델

### 기타
- 2007년 - 그룹 '티아라' 멤버
- 2006년 - 제1회 미스 맥심 세계대회 한국대표